# غيل آدمسون
غيل آدمسون (بالإنجليزية: Gil Adamson)‏ (1961)؛ كاتِبة، شاعرة وروائية كندية.